# Richard Chamberlain
Richard Chamberlain (Los Angeles, 31. ožujka 1934. – Waimānalo, 29. ožujka 2025.) bio je američki filmski, kazališni i TV glumac.
Na filmu debitira 1960. godine, a svjetsku popularnost ubrzo postiže naslovnom ulogom u TV seriji "Doktor Kildare". U daljnjoj glumačkoj karijeri Chamberlain se okušao i u ambicioznim zadacima, uglavnom na britanskoj pozornici, igrajući među ostalim i Hamleta, te u britanskim i američkim filmovima gdje podjednako nastupa u likovima romantičnih junaka, kao i osoba dvojna morala. Često se pojavljivao u televizijskim serijma, a mnogi se sjećaju njegove zapažene uloge u seriji "Ptice umiru pjevajući" snimljene 1982. godine.
Zapažena je njegova glavna uloga i u filmu Bourneov identitet.

## Vanjske poveznice
- Richard Chamberlain u internetskoj bazi filmova IMDb-u (engl.)
- Richard Chamberlain Online